# Waterloo (Iowa)
Waterloo – miasto w Stanach Zjednoczonych, w stanie Iowa, nad rzeką Cedar (dopływ Missisipi). Około 67 tys. mieszkańców. Zespół miejski Waterloo-Cedar Falls liczy około 125 tysięcy mieszkańców (1992).
Założone w 1845 roku jako Prairie Rapids. Od 1868 roku prawa miejskie. Ośrodek handlowy regionu rolniczego. Przemysł maszynowy i spożywczy. Wytwórnia narzędzi rolniczych. Węzeł komunikacyjny. 
Z tego miasta pochodzili bracia Sullivan.